# Combat 56
Le combat 56 désigne une technique de combat rapproché inventée par un Polonais, le major Arkadiusz Kups, ancien soldat membre d'un commando d'élite. Cette technique a été développée pour la troupe d'élite spéciale (la 56e compagnie) conçue pour agir derrière des lignes ennemies. Le combat 56 reste une méthode pour militaires, policiers, ou autres professionnels de la défense.
L'idée était de créer un système qui pourrait être simple et rapide à apprendre par des stagiaires. La technique principale consiste à attaquer toutes les parties molles du corps humain.